# Sturnira
Genre
Sturnira est un genre de chauves-souris de la sous-famille des Stenodermatinae (famille des Phyllostomidae).

## Liste des espèces
Selon GBIF (19 juin 2025) :
- Sturnira adrianae Molinari, Bustos, Burneo, Camacho, Moreno & Fermín, 2017
- Sturnira angeli de la Torre, 1966
- Sturnira aratathomasi Peterson & Tamsitt, 1968
- Sturnira bakeri Velazco & Patterson, 2014
- Sturnira bidens (Thomas, 1915)
- Sturnira bogotensis Shamel, 1927
- Sturnira burtonlimi Velazco & Patterson, 2014
- Sturnira erythromos (Tschudi, 1844)
- Sturnira giannae Velazco & Patterson, 2019
- Sturnira hondurensis Goodwin, 1940
- Sturnira koopmanhilli McCarthy, Albuja V. & Alberico, 2006
- Sturnira lilium (E.Geoffroy, 1810)
- Sturnira ludovici Anthony, 1924
- Sturnira luisi Davis, 1980
- Sturnira magna de la Torre, 1966
- Sturnira mistratensis Vega & Cadena, 2000
- Sturnira mordax (Goodwin, 1938)
- Sturnira nana Gardner & O'Neill, 1971
- Sturnira oporaphilum (Tschudi, 1844)
- Sturnira parvidens Goldman, 1917
- Sturnira paulsoni de la Torre, 1966
- Sturnira perla Jarrín-Valladares & Kunz, 2011
- Sturnira sorianoi Sánchez-Hernández, Romero-Almaraz & Schnell, 2005
- Sturnira tildae de la Torre, 1959

## Systématique
Le nom valide complet (avec auteur) de ce taxon est Sturnira Gray, 1842,.
Sturnira a pour synonymes :
- Corvira Thomas, 1915
- Nyctiplanus Gray, 1849
- Stenoderma Gray, 1847
- Sturnia Gray, 1844
- Sturnirops Goodwin, 1938

### Publication originale
- (en) J. E. Gray, « Descriptions of some new Genera and fifty unrecorded Species of Mammalia », Annals and Magazine of Natural History, Londres, Taylor & Francis, vol. 10, no 65,‎ 1842, p. 255-267 (ISSN 0374-5481, OCLC 1481361, DOI 10.1080/03745484209445232, lire en ligne).